# Gut Rothensande

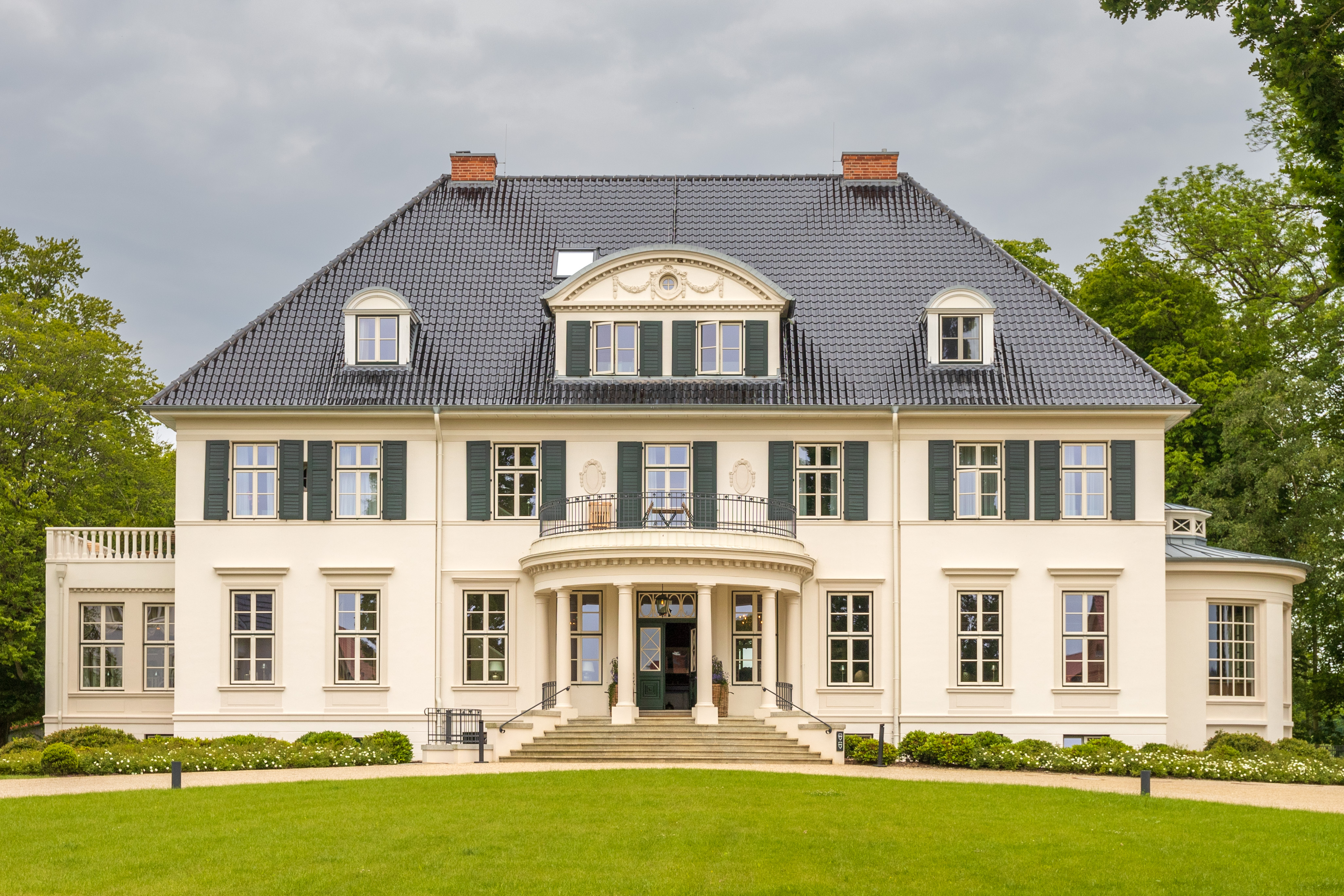
Herrenhaus (Vorderansicht, 2022)

Gut Rothensande, früher auch Gut Rodensande, heute Hotel Gut Immenhof, ist ein früherer landwirtschaftlicher Gutshof im Gebiet der Gemeinde Malente im Kreis Ostholstein in Schleswig-Holstein. Überregional bekannt wurde das Kulturdenkmal in den 1950er Jahren als Kulisse der Immenhof-Filmreihe.
In dem am Kellersee in der Holsteinischen Schweiz gelegenen Anwesen wurde am 1. Oktober 2021 nach mehrjähriger, aufwendiger Sanierung das „Hotel Gut Immenhof“ eröffnet.

## Anwesen
Das Gut liegt in der Holsteinischen Schweiz, unmittelbar am Kellersee. Es hat heute eine Fläche von 120 Hektar. Die Gesamtanlage, bestehend aus Torhaus, Herrenhaus, Verwalterhaus, Scheunen und Bootshaus, steht seit 2010 unter Denkmalschutz. Das älteste erhaltene Gebäude ist das 1894 errichtete Verwalterhaus. Das Herrenhaus und das Torhaus entstanden 1911. Die Gebäude sind um einen geräumigen Wirtschaftshof angeordnet.

## Geschichte

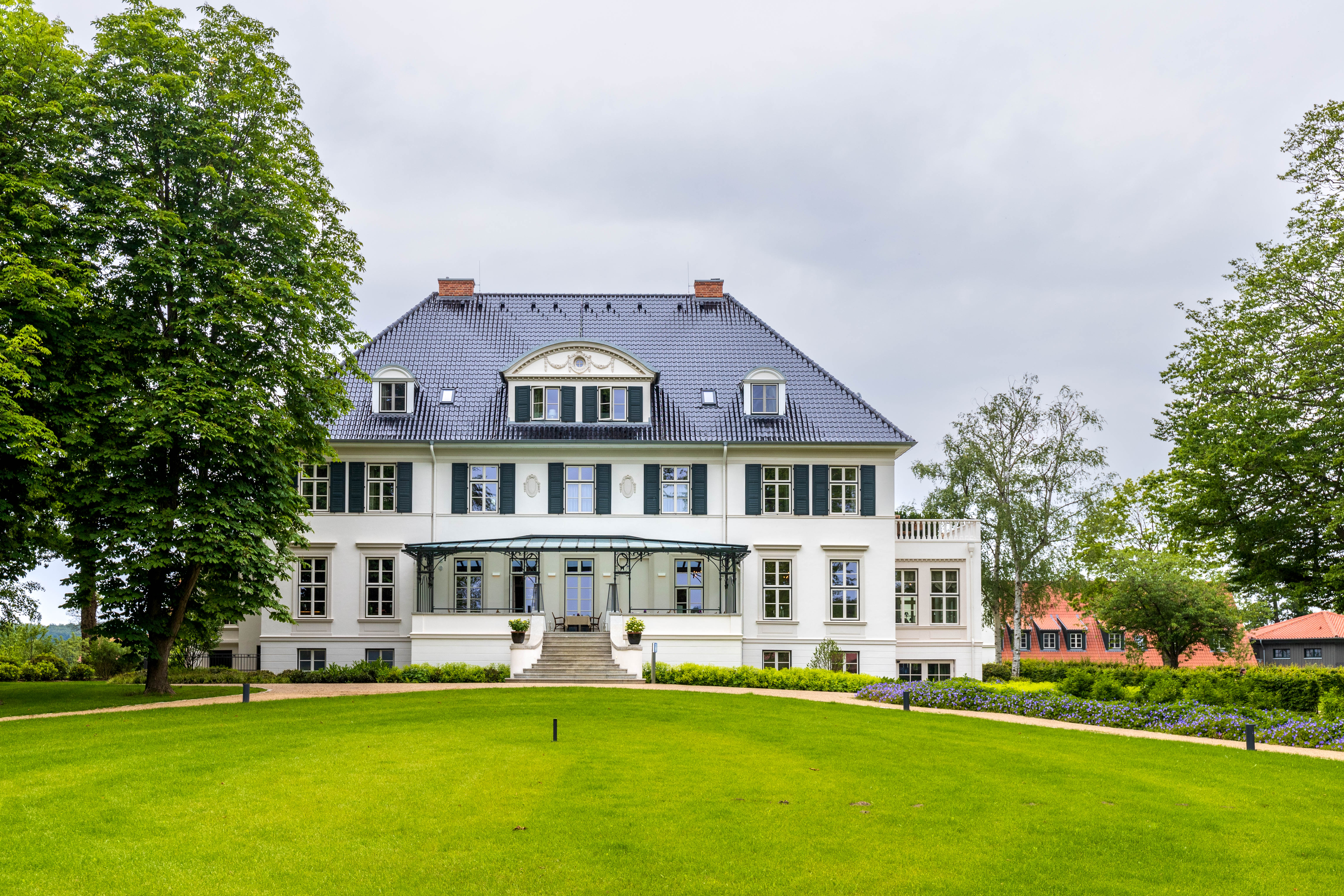
Herrenhaus (Rückansicht)

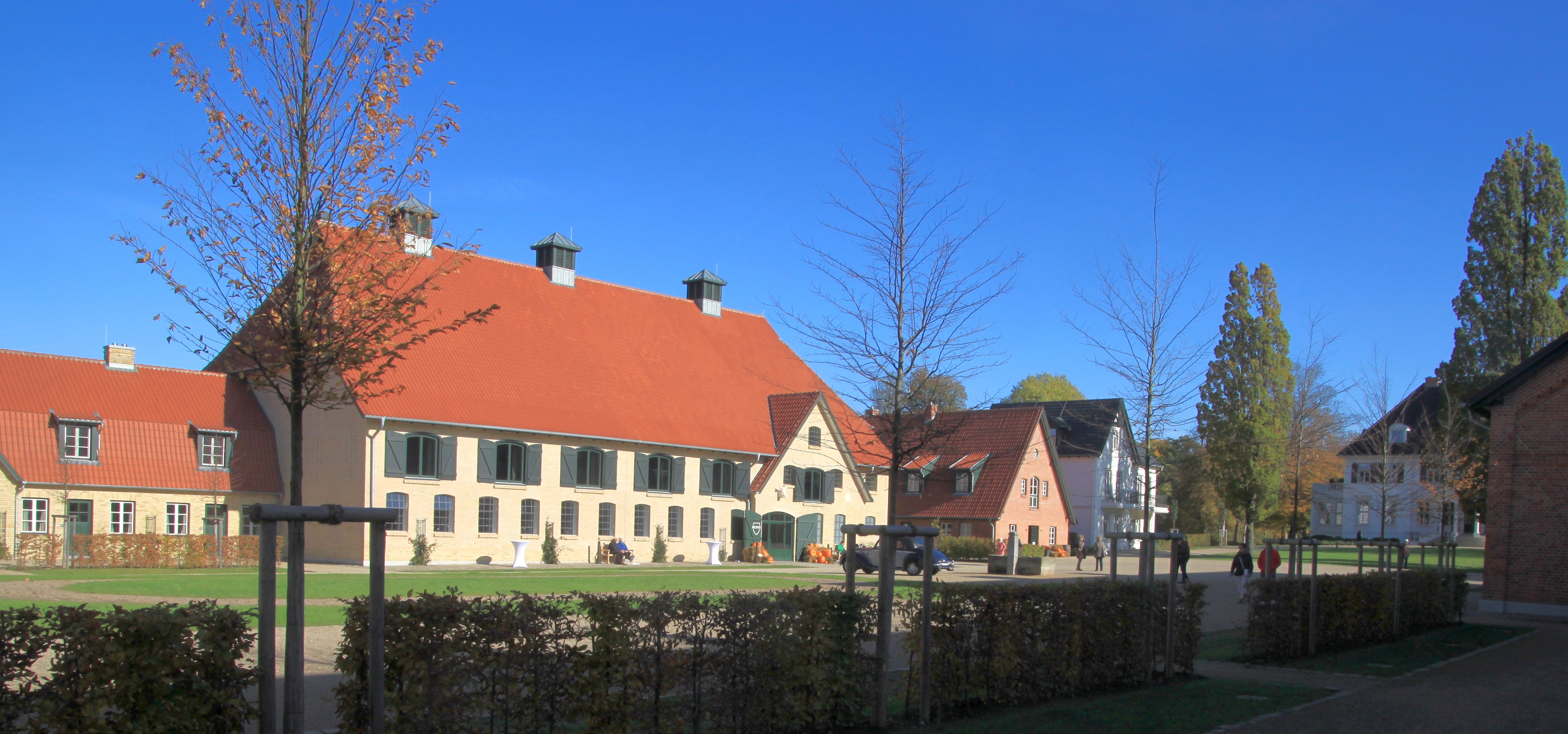
Hofanlage mit Restaurant

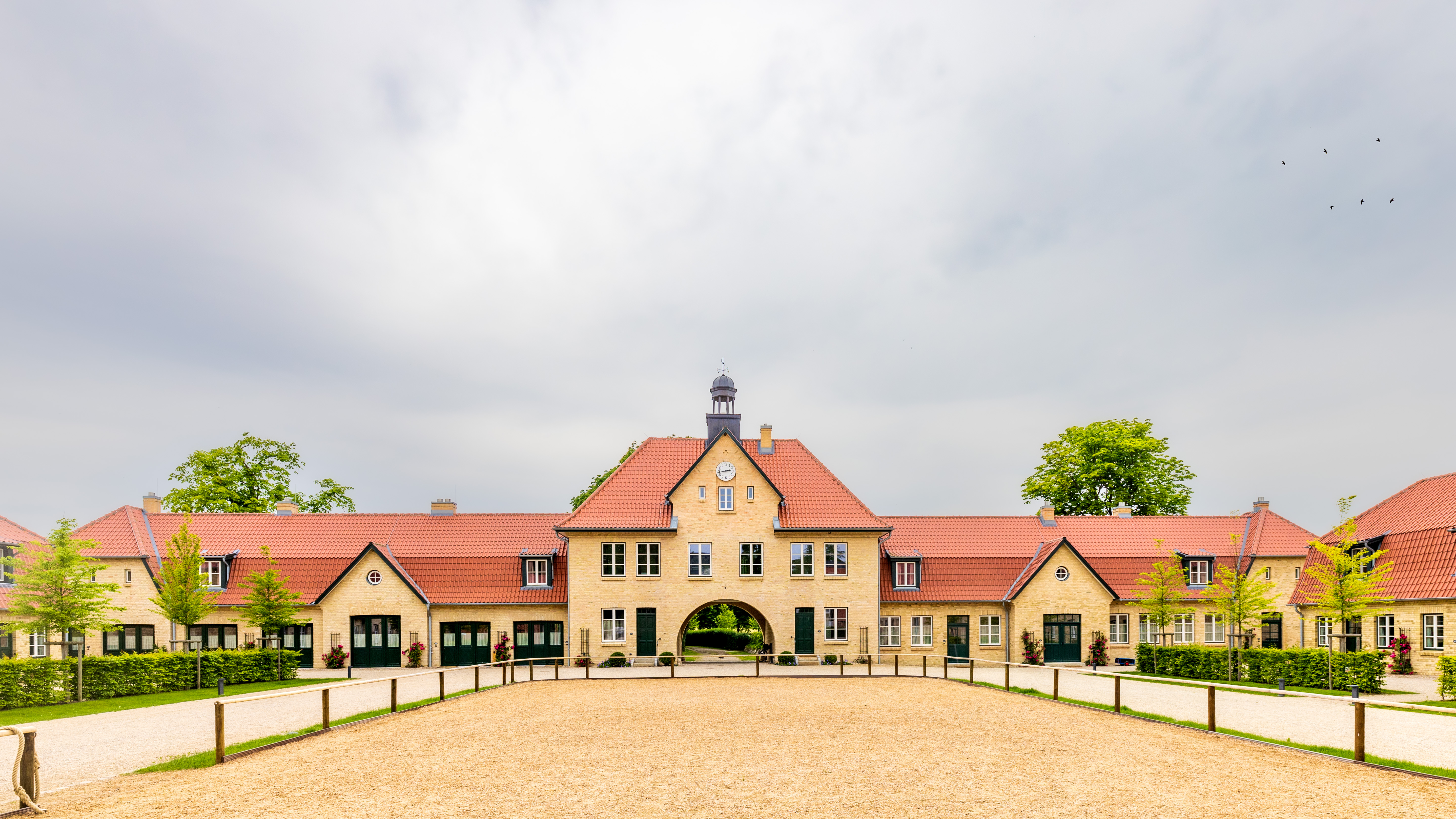
Hofanlage mit Torhaus

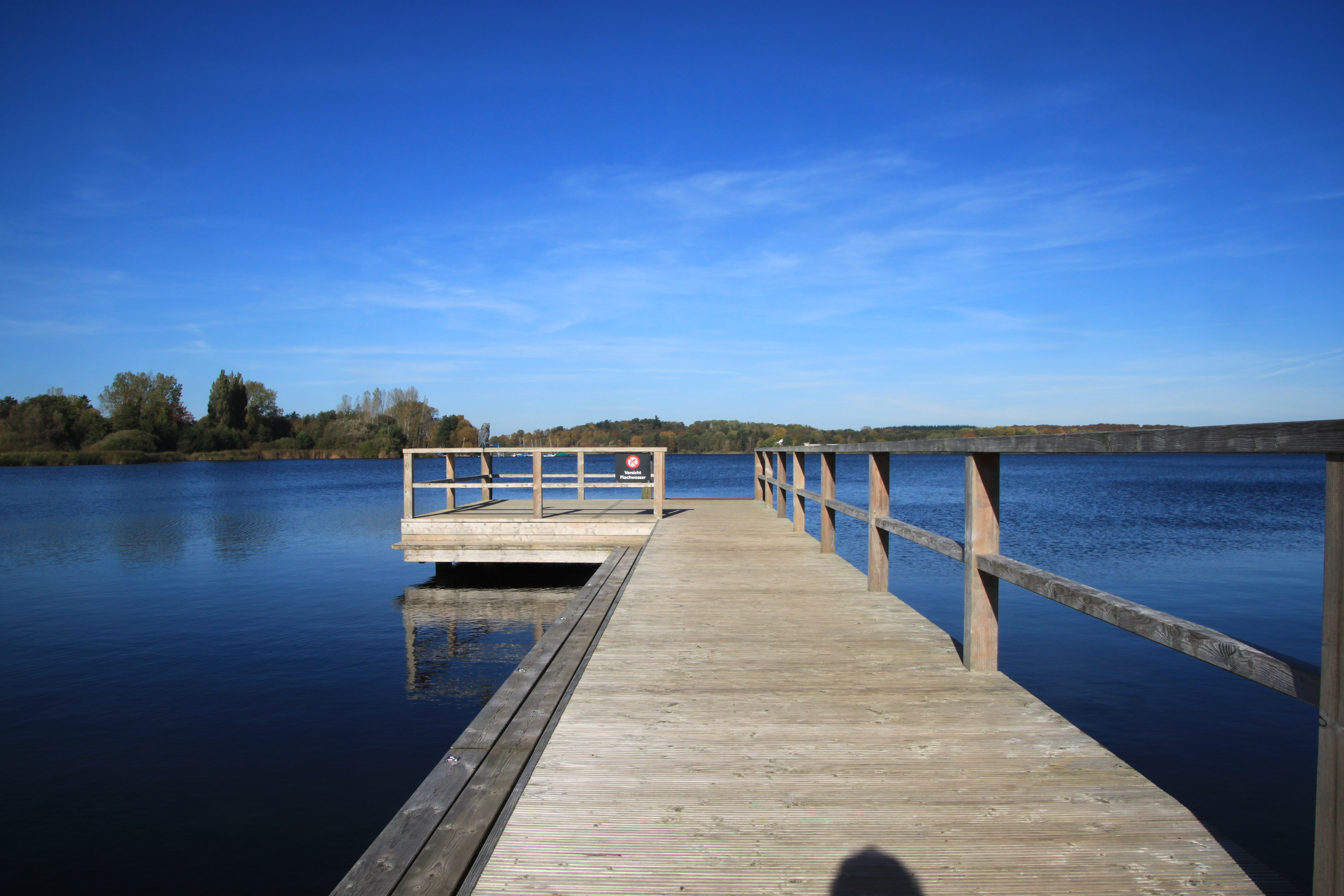
Anlegesteg am Kellersee

Bereits 1361 war ein „Hof namens Rodesand mit der Gremsmühle“ urkundlich erwähnt. Im 18. Jahrhundert war Rothensande ein Vorwerk, bis es 1775 in Erbpacht gegeben wurde. Der Pächter erwarb das Gut 1776; im 19. Jahrhundert wechselte es dann mehrmals den Eigentümer. Christian Lutteroth erwarb das Gut 1853; 1859 veräußerte er es an Nestor von Schlözer, der es gemeinsam mit seiner Frau Luise von Schlözer als Alterssitz nutzte.
Der Unternehmer Franz Bleßmann erwarb das Gut 1911 und ließ es nach dem Schema barocker Gutsanlagen umbauen. Unter anderem ließ er das bis heute erhaltene Herrenhaus, den Rinderstall und das markante Torhaus errichten. 1917, 1924 und 1936 wechselte der Eigentümer erneut. Das Deutsche Rote Kreuz nutzte das Gut nach dem Zweiten Weltkrieg als Kinderheim.
1950 kaufte Emilie Lutter den Gutshof Rothensande. Ulrich Schultz wurde im Zuge des Kaufes der Pächter des Anwesens. Schultz war mit dem gefallenen Mann von Emilie Lutter befreundet und hatte ihm vor seinem Tode versprochen, sich um dessen Frau und den minderjährigen Sohn zu kümmern. Die Familien bewohnten gemeinsam das Verwalterhaus des Gutes. Schultz stellte den Gutshof zwischen 1955 und 1957 der Arca-Filmproduktion GmbH als Außenkulisse für die Heimatfilme Die Mädels vom Immenhof (1955), Hochzeit auf Immenhof (1956) und Ferien auf Immenhof (1957) zur Verfügung. Die Kinder der Familie Schultz nahmen als Statisten an den Filmaufnahmen teil. Vor 1955 hatte das Christliche Jugenddorfwerk das Herrenhaus gemietet und betrieb dort ein sozialpädagogisches Institut. Ende 1957 wurde das Gut an den Kaffeegroßhändler Arthur Nörenberg aus Hamburg verkauft, der die Gebäude vor der Öffentlichkeit abschottete, sanierte, Ländereien dazukaufte und eine Pferdezucht aufbaute. 1980 wurde das Herrenhaus durch einen Brand beschädigt und anschließend wieder in Stand gesetzt. Im Februar 2001 brannte der Pferdestall des Gutes nieder.
Nach dem Tode Nörenbergs im Jahr 2002, dem Erbstreitigkeiten folgten, erwarb ein privater Investor im Jahr 2012 das leerstehende Anwesen mit dem Plan, die baufälligen Gebäude zu sanieren und zu einem Hotelbetrieb umzubauen. Die alte Inneneinrichtung wurde komplett entfernt, Ver- und Entsorgungseinrichtungen erneuert, die Gebäude entkernt und abgegangene Nebengebäude neu aufgebaut. Nachdem die Eröffnung erst für 2017 und dann für 2020 geplant war, wurde sie schließlich für den 1. Oktober 2021 angekündigt.
Am 1. Oktober 2021 eröffnete Hoteldirektor Thilo Mühl das Hotel Gut Immenhof. Das neue Hotel hat 50 individuell eingerichtete Zimmer und Suiten, außerdem sechs Ferienwohnungen, ein Wellness- und Fitnessbereich mit direktem Zugang zum See. Im Herrenhaus befindet sich das Restaurant „Rodesand“ und die Jantzens Bar. Ein weiteres Restaurant (Melkhus) mit dem großen Veranstaltungssaal „Melkhus-Saal“ und einer Seeterrasse liegt gegenüber der Rezeption in einem der anderen Hofgebäude. Neu errichtet wurde die großzügige Reitanlage mit Stallungen, Reithalle und einem großzügigen Reitplatz. Außerdem gibt es noch einen Hotelshop, einen Hofladen und ein Spa-Gebäude. Das Hotel verfügt über einen eigenen Anlegesteg, der in den Sommermonaten von der Kellersee-Rundfahrt angefahren wird.
Die Wasserversorgung stammt aus dem hauseigenen Brunnen.